# Pałac w Cepcewiczach Wielkich
Pałac w Cepcewiczach Wielkich – wybudowany w latach 1770–1780 w  stylu klasycystycznym nad rzeką przez Michała Urbanowskiego.